# Travis Wear
Travis James Wear, né le 21 septembre 1990, à Long Beach en Californie, est un joueur américain de basket-ball. Il évolue au poste d'ailier.
Non drafté, il signe toutefois un contrat avec les Knicks de New York le 9 septembre 2014. Alors que son temps de jeu commençait à augmenter, il se blesse au dos et manque les 13 derniers matchs de la saison.

## Vie privée
Il a un frère jumeau, David, lui aussi basketteur.